# Мэйсон, Уильям Эдвард
Уильям Эдвард Мэйсон (англ. William Edward Mason, 1876—1960) — новозеландский шахматист.
Один из сильнейших шахматистов Новой Зеландии первой четверти XX в.
Победитель шести чемпионатов Новой Зеландии:
- 1900, Веллингтон;
- 1903 / 1904, Веллингтон;
- 1910 / 1911, Тимару, 9 из 10[1];
- 1911 / 1912, Нейпир, 7½ из 11[2] (выиграл дополнительное соревнование у А. Джайлза[3]);
- 1913 / 1914, Окленд, 11 из 14[4];
- 1919 / 1920, Веллингтон (первый чемпионат Новой Зеландии после перерыва, вызванного Первой мировой войной).